# Farrukh Ikromov
Farrukh Ikromov (Taskent, 9 de julio de 1998) es un futbolista uzbeko que juega en la demarcación de centrocampista para el FK Surkhon Termez de la Super Liga de Uzbekistán.

## Selección nacional
Tras jugar en varias categorías inferiores de la selección, finalmente hizo su debut con la selección de fútbol de Uzbekistán en un partido amistoso contra Tayikistán que finalizó con un resultado de 2-1 tras los goles de Murod Kholmukhamedov y Shakhzod Ubaydullaev para Uzbekistán, y de Zoir Dzhuraboyev para Tayikistán.

## Clubes
| Club                  | País       | Año       | Partidos | Goles |
| --------------------- | ---------- | --------- | -------- | ----- |
| FK Bunyodkor Tashkent | Uzbekistán | 2017-2022 | 76       | 14    |
| Navbahor Namangan     | Uzbekistán | 2023      | 5        | 0     |
| FK Dinamo Samarcanda  | Uzbekistán | 2023-2024 | 10       | 0     |
| FK Surkhon Termez     | Uzbekistán | 2024-     | 8        | 0     |